# Nørrebro 1968
Nørrebro 1968 er en dokumentarfilm instrueret af Sune Lund-Sørensen.

## Handling
Dokumentarisk reportage fra brandkvarteret, da slum på Nørrebro i efteråret 1968 blev hærget af en pyroman. Indenfor en måned var der 9 forsøg på brandstiftelse. Pyromanen blev aldrig fundet. 
Filmen er optaget i området omkring Blågårds Plads, Todesgade og Stengade. Der er interviews med beboerne.